# 파카 그룹
파카 그룹(영어: Paccar, 나스닥: PCAR)은 세계 최대 규모의 트럭 메이커 업체로 미국의 기업 집단이다. 본사는 미국 워싱턴주 벨뷰에 위치하고 있다.

## 역사
1905년에 월리엄 피곳(영어: William Pigott)이 시애틀 자동차 제조업(영어: Seattle Car Manufacturing)으로 설립되었다. 초창기에 철도 제조 및 벌채도 생산한 바 있다. 이후 오리건주 포틀랜드에 본사를 둔 투히 브라더스(영어: Twohy Brothers)와 합병되어 퍼시픽 카앤드 파운드리(영어: Pacific Car and Foundry)로 사명이 변경되었다. 제2차 세계대전 당시 미국 육군용 M4 셔먼과 각종 군수 용품을 제작했다. 1945년에 켄워스를 인수하면서 최초로 트럭 시장에 진출하게 되었고 1958년에 피터빌트와 다르트 트럭 컴파니(영어: Dart Truck Company)를 인수했다. 1972년에 현재의 사명으로 변경했고, 1981년에 영국의 상용차 업체인 호덴 트럭을 인수했다. 1996년에 당시 재정난에 빠져 있던 네덜란드의 상용차 기업인 DAF 트럭을 인수했다. 6톤에서 44톤 트럭을 생산하기 위해 1998년에 영국의 상용차 기업인 레이랜드 트럭을 인수했다.

## 관련 계열사
- 켄워스
- 다프 트럭
- 피터빌트
- 레이랜드 트럭
- 타트라 자동차
- Winch (Braden, Carco and Germatic)
- PacLease
- Paccar Parts
- Paccar Financial Corp
- Paccar International
- Paccar ITD (Information Technology Division)
- Dynacraft

## 같이 보기
- 켄워스
- 피터빌트
- DAF 트럭
- 타타 자동차